# Dénesfa
Dénesfa é um município da Hungria, situado no condado de Győr-Moson-Sopron. Tem 17,54 km² de área e sua população em 2015 foi estimada em 362 habitantes.